# Tullio Tomba
Tullio Tomba (Verona, 17 luglio 1879 – 4 marzo 1960) è stato un politico italiano.
Iscritto al Partito Socialista, di professione pubblicista, il 25 giugno 1946 viene eletto come rappresentante alla Costituente.